# Curciat-Dongalon
Curciat-Dongalon település Franciaországban, Ain megyében. Lakosainak száma 462 fő (2022. január 1.). Curciat-Dongalon Courtes, Saint-Nizier-le-Bouchoux, Vernoux, Montpont-en-Bresse, Romenay és Varennes-Saint-Sauveur községekkel határos.

## Népesség
A település népességének változása:
| Lakosok száma | 725  | 512  | 449  | 421  | 454  | 446  | 440  | 444  | 444  | 462  |
|               | 1968 | 1982 | 1990 | 2006 | 2013 | 2015 | 2017 | 2019 | 2020 | 2022 |